# Plagiohammus sargi
Plagiohammus sargi là một loài bọ cánh cứng trong họ Cerambycidae.